# María Ángela Iturriza Freire
María Ángela Iturriza Freire (San Sebastián, siglo XX) es una docente en U-Tad (Centro Universitario de Tecnología y Arte Digital) donde imparte clases de storyboard y proyectos de cortos.

## Biografía
Nació en San Sebastián.Colaboró con el estudio Lápiz Azul y Milímetros Feature Animation en Madrid. Posteriormente, cursó un Master en Marketing y Distribución Audiovisual por La Sorbonne/INA (Paris Panthéon I / Institut National de l’Audiovisuel).
Trabajó principalmente en animación 2D, aunque también en producciones 3D, destacando su trabajo en Walt Disney Feature Animation France, en París, durante diez años. Además de su labor en animación, fue miembro de la Review Board (revisión de portfolios). Fue una de las co-fundadoras del estudio Neomis Animation, también en París.Fue miembro de la Review Board (revisión de portfolios). Y una de las cofundadoras del estudio Neomis Animation, también en París.
En 2023 era doctoranda en Ciencias de la Información por Comunicación Visual en la Universidad Complutense de Madrid.En 2024, ejerció como docente, impartiendo clases de storyboard y proyectos de cortos.También ha sido tutora de Trabajos Fin de Grado y Directora Académica del Máster de Story Artist en el Centro Universitario de Tecnología y Arte Digital (U-TAD), adscrita a la Universidad Camilo José Cela.  Fue ponente en el seminario "Explorando los estudios sobre animación en España", organizado por la Universidad Europea de Madrid.
Entre los proyectes en los que ha trabajado, se incluyen: Tarzán, Atlantis, Fantasia 2000, El emperador y sus locuras, Hermano Oso, Hércules, Fuga de cerebros, Destino, Lorenzo, El Jorobado de Notre Dame, Goofy e hijo, Batman: de la serie animada.
Además de su trabajo en cine de animación, ha participado en exposiciones, destacando ART IN PARIS en el Grand Palais (2003). En su trayectoria de cine de animación, sobresale su participación en las producciones de «Batman:  la serie animada» (1991), «Goofy e hijo» (1995), «Fuga de cerebros» (Runaway Brain, 1995), «El Jorobado de Notre Dame» (1996), «Hércules» (1997), «Tarzán» (1998), «Fantasía 2000» (1999), «Atlantis» (2001), «El emperador y sus locuras» (2002), «Hermano Oso» (2003), «Destino» (2004) y «Lorenzo» (2004). Según el texto, todas estas producciones han sido ganadoras de premios Óscar, BAFTA y Emmy.
Es miembro de las asociaciones CIMA (Asociación de Mujeres Cineastas) y MIA (Mujeres en la Industria de la Animación).